# Comando General de la Fuerza Naval (Bolivia)
El Comando General de la Fuerza Naval es la unidad suprema de la Armada Boliviana y uno de los cuatro comandos militares del país, junto al Comando General del Ejército, el Comando General de la Fuerza Aérea y el Comando en Jefe de las Fuerzas Armadas. El Comando General depende del presidente del Estado, así como del Ministerio de Defensa y del Comando en Jefe.

## Organización
El Comando General de la Fuerza Naval está organizado en:
- el comandante general de la Fuerza Naval;
- la Jefatura del Estado Mayor General de la Fuerza Naval;
- la Inspectoría General de la Fuerza Naval;
- y el Estado Mayor General de la Fuerza Naval.